# Доминик Адија
Доминик Адија (енгл. Dominic Adiyiah; рођен 29. новембра 1989) је гански фудбалер.

## Клупска каријера
Фудбалску каријеру је почео у Гани где је играо за Фејенорд Гана и Хартс оф Лајонс.
У августу 2008. године Адија долази у Европу и потписује за норвешки Фредрикстад.
Након светског првенства до 20 година 2009. Адија потписује за једног од највећих клубова Европе, Милан. У августу 2010. Милан га шаље на позајмицу у Ређину,
У фебруару 2011. је дошао на позајмицу у Партизан, где је одиграо 6 првенствених утакмица и 2 у Купу.

## Репрезентација
На светском првенству до 20 година у Египту, Гана је освојила 1. место. Адија је са 8 голова најбољи стрелац такмичења, а такође је проглашен за најбољег играча.
Адија је дебитовао за сенорску репрезентацију Гане у јануару 2010. против Буркине Фасо. Он је такође одиграо 2 утакмице на Светском првенству 2010. у Јужној Африци. Прву утакмицу је одиграо Немачке у 3. утакмици групне фазе. Утакмицу осмине финала између Гане и Сједињених Америчких Држава је посматрао са клупе, а у четвртфиналу је одиграо мало више од 30. минута против Уругваја и промашио пенал у пенал серији.